# Rappresentanze diplomatiche d'Iran

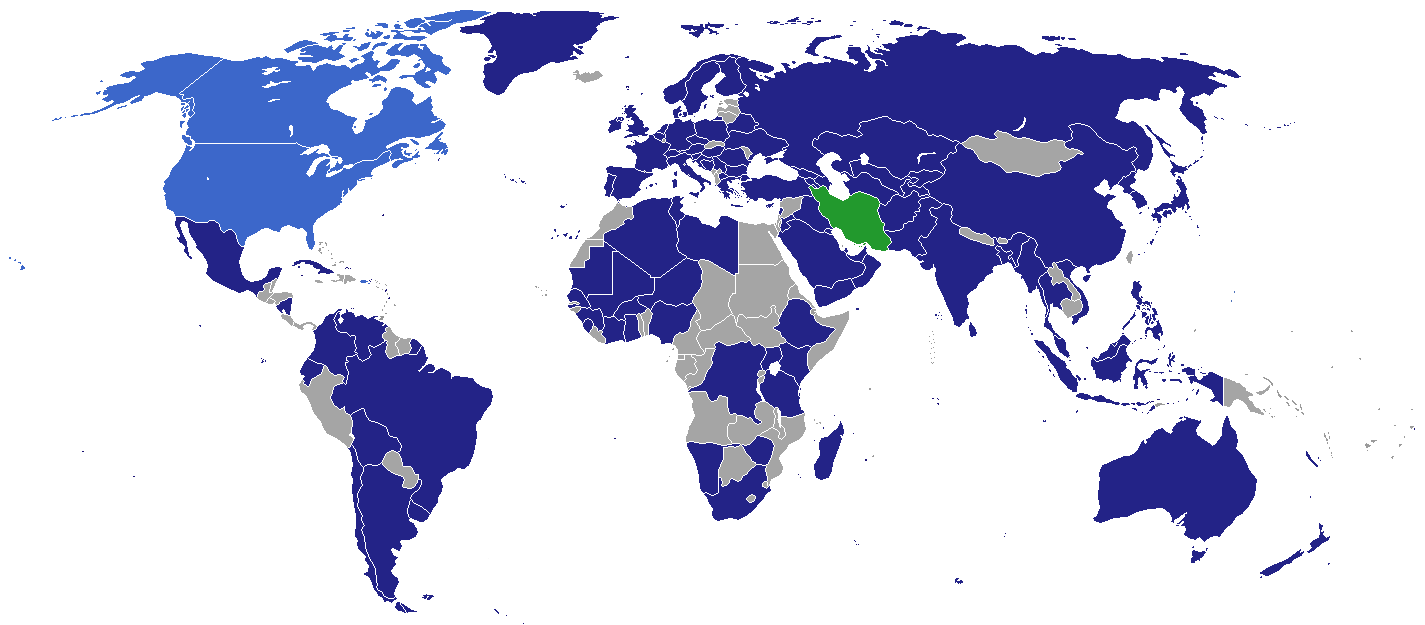
Missioni diplomatiche iraniane

Le rappresentanze diplomatiche d'Iran cura le relazioni internazionali della Repubblica islamica dell'Iran con il resto del mondo.

## Africa
- - Algeri (Ambasciata)
- - Moroni (Ambasciata)
- - Kinshasa (Ambasciata)
- - Abidjan (Ambasciata)
- - Il Cairo (Sezione Interessi)
- - Addis Ababa (Ambasciata)
- - Accra (Ambasciata)
- - Conakry (Ambasciata)
- - Nairobi (Ambasciata)
- - Tripoli (Ambasciata)
- - Antananarivo (Ambasciata)
- - Bamako (Ambasciata)
- - Rabat (Ambasciata)
- - Windhoek (Ambasciata)
- - Niamey (Ambasciata)
- - Abuja (Ambasciata)
- - Dakar (Ambasciata)
- - Mogadiscio (Ambasciata)
- - Pretoria (Ambasciata)
- - Dar es Salaam (Ambasciata)
- - Tunisi (Ambasciata)
- - Kampala (Ambasciata)
- - Harare (Ambasciata)

## America
- - Buenos Aires (Ambasciata)
- - La Paz (Ambasciata)
- - Brasilia (Ambasciata)
- - Ottawa (Sezione Interessi tramite l'Ambasciata di Oman)
- - Santiago del Cile (Ambasciata)
- - Bogotà (Ambasciata)
- - L'Avana (Ambasciata)
- - Quito (Ambasciata)
- - Città del Messico (Ambasciata)
- - Managua (Ambasciata)
- - Washington (Interessi Sezione della Repubblica Islamica dell'Iran negli Stati Uniti attraverso l'Ambasciata del Pakistan, Washington, D.C.)
- - Montevideo (Ambasciata)
- - Caracas (Ambasciata)

## Asia
- - Kabul (Ambasciata)
  - Herat (Consolato Generale)
  - Jalalabad (Consolato Generale)
  - Kandahar (Consolato Generale)
  - Mazar-i Sharif (Consolato Generale)
- - Erevan (Ambasciata)
- - Baku (Ambasciata)
  - Naxçıvan (Consolato Generale)
- - Dacca (Ambasciata)
- - Bandar Seri Begawan (Ambasciata)
- - Yangon (Ambasciata)
- - Phnom Penh (Ambasciata)
- - Pechino (Ambasciata)
  - Guangzhou (Consolato Generale)
  - Hong Kong (Consolato Generale)[1]
  - Shanghai (Consolato Generale)
- - Tbilisi (Ambasciata)
  - Batumi (Consolato Generale)
- - Nuova Delhi (Ambasciata)
  - Hyderabad (Consolato Generale)
  - Mumbai (Consolato Generale)
- - Giacarta (Ambasciata)
- - Baghdad (Ambasciata)
  - Bassora (Consolato Generale)
  - Erbil (Consolato Generale)
  - Karbala (Consolato Generale)
- - Tokyo (Ambasciata)
- - Amman (Ambasciata)
- - Astana (Ambasciata)
- - Pyongyang (Ambasciata)
- - Seul (Ambasciata)
- - Al Kuwait (Ambasciata)
- - Bishkek (Ambasciata)
- - Beirut (Ambasciata)
- - Kuala Lumpur (Ambasciata)
- - Mascate (Ambasciata)
- - Islamabad (Ambasciata)
  - Karachi (Consolato Generale)
  - Lahore (Consolato Generale)
  - Peshawar (Consolato Generale)
  - Quetta (Consolato Generale)
- - Manila (Ambasciata)
- - Doha (Ambasciata)
- - Colombo (Ambasciata)
- - Damasco (Ambasciata)
- - Dušanbe (Ambasciata)
- - Bangkok (Ambasciata)
- - Ankara (Ambasciata)
  - Erzurum (Consolato Generale)
  - Istanbul (Consolato Generale)
  - Trebisonda (Consolato Generale)
- - Aşgabat (Ambasciata)
  - Mary (Consolato Generale)
- - Abu Dhabi (Ambasciata)
  - Dubai (Consolato Generale)
- - Tashkent (Ambasciata)
- - Hanoi (Ambasciata)
- - Sana'a (Ambasciata)

## Europa
- - Tirana (Ambasciata)
- - Vienna (Ambasciata)
- - Minsk (Ambasciata)
- - Bruxelles (Ambasciata)
- - Sarajevo (Ambasciata)
- - Sofia (Ambasciata)
- - Zagabria (Ambasciata)
- - Nicosia (Ambasciata)
- - Praga (Ambasciata)
- - Copenaghen (Ambasciata)
- - Helsinki (Ambasciata)
- - Parigi (Ambasciata)
- - Berlino (Ambasciata)
  - Francoforte sul Meno (Consolato Generale)
  - Amburgo (Consolato Generale)
  - Monaco di Baviera (Consolato Generale)
- - Atene (Ambasciata)
- - Roma (Ambasciata)
- - Budapest (Ambasciata)
- - Dublino (Ambasciata)
- - Roma (Ambasciata)
  - Milano (Consolato Generale)
- - Skopje (Ambasciata)
- - L'Aia (Ambasciata)
- - Oslo (Ambasciata)
- - Varsavia (Ambasciata)
- - Lisbona (Ambasciata)
- - Bucarest (Ambasciata)
- - Mosca (Ambasciata)
  - Astrachan' (Consolato Generale)
  - Kazan' (Consolato Generale)
- - Belgrado (Ambasciata)
- - Lubiana (Ambasciata)
- - Madrid (Ambasciata)
- - Stoccolma (Ambasciata)
- - Berna (Ambasciata)
  - Ginevra (Consolato Generale)
- - Kiev (Ambasciata)
- - Londra (Ambasciata)

## Oceania
- - Canberra (Ambasciata)
- - Wellington (Ambasciata)

## Organizzazioni internazionali
- Bruxelles (Rappresentanza permanente nell'Unione europea)
- Ginevra (Missione permanente presso l'Ufficio delle Nazioni Unite)
- Gedda (Rappresentazione presso l'Organizzazione della Cooperazione Islamica)
- New York (Missione permanente presso l'Ufficio delle Nazioni Unite)
- Vienna (Missione permanente presso l'Ufficio delle Nazioni Unite)